# Mehadrin-Linien

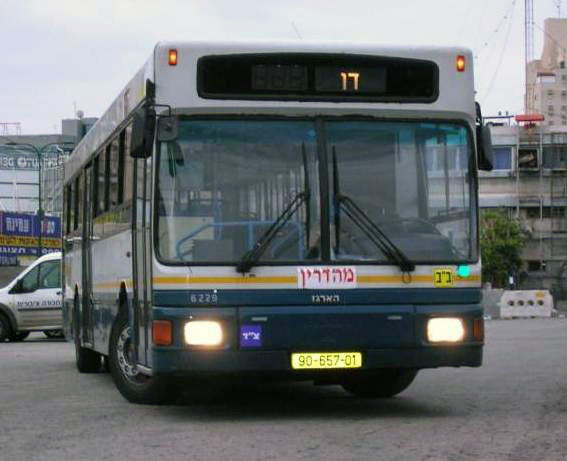
Mehadrin-Bus

Mehadrin-Linien (hebräisch: קו מהדרין) waren ultraorthodox-jüdische Buslinien in Israel, in denen die Geschlechtertrennung aus religiösen Gründen vorgeschrieben war. Diese Einrichtung kam Ende der 1990er Jahre auf, im Januar 2011 verbot das Oberste Israelische Gericht eine verpflichtende Geschlechtertrennung in öffentlichen Verkehrslinien.
Frauen stand dabei der durch die Hintertür betretbare hintere Bereich des Busses und den Männern der durch die Vordertür betretbare vordere Bereich zur Verfügung. Im Bus war bestimmte Werbung verboten und für Frauen das Tragen „angemessener Kleidung“ vorgeschrieben. Die Umsetzung des Mehadrin-Prinzips (Übererfüllung religiöser Vorschriften) bei Bussen wurde teilweise durch wohlhabende ultraorthodoxe Haredim privat finanziert, teilweise setzte auf einzelnen Strecken aber auch die Busgesellschaft Egged Mehadrin-Busse ein.
Die Busse waren in Israel stark umstritten, besonders nachdem einige Frauen, die sich anschickten, Plätze im vorderen Bereich einzunehmen oder dort saßen, von ultraorthodoxen Männern tätlich angegriffen wurden. Gemäß Befund eines vom Obersten Gericht Israels beauftragten Komitees des Verkehrsministeriums ist eine verpflichtende Geschlechtertrennung illegal und darf nur auf freiwilliger Basis erfolgen. In einem Urteil vom 6. Januar 2011 hat das Oberste Gericht dies bestätigt, und hält fest, dass „ein Betreiber eines öffentlichen Transportmittels, wie jede andere Person, nicht das Recht hat, Frauen vorzuschreiben oder nahezulegen, wo sie als Frauen sitzen dürfen“. Richter Elyakim Rubinstein ergänzte dazu: „Während ich diese Zeilen jetzt lese, bin ich erstaunt, dass es notwendig war, so etwas im Jahr 2010 überhaupt zu schreiben“, und stellt die Frage: „Sind die Zeiten von Rosa Parks zurückgekehrt, die die Rassensegregation 1955 in einem Bus in Alabama zum Einsturz brachte?“